# Åtalsunderlåtelse
Åtalsunderlåtelse (även åtalseftergift) innebär att en åklagare beslutar att inte väcka åtal mot en person, trots att den har begått ett brott. Det får inte finnas några tveksamheter om att den misstänkte är skyldig, varför åtalsunderlåtelse i princip kräver att brottet är erkänt. Om en person har begått två brott kan man räkna bort det ena och bara väcka åtal för ett av dem. 
De brott som oftast leder till åtalsunderlåtelse är snatteri och missbruk av urkund genom att använda annans id-handling för att till exempel komma in på diskotek. Ofta är den misstänkte under 18 år och ostraffad. Åtgärden används också ofta i fall där en person har begått många brott och inte behöver åtalas för de lindrigaste av dem.
Åtalsunderlåtelser tas med i belastningsregistret och finns inskrivna där i tio år för vuxna och i tre år för personer under 18 år. Sedan sker automatisk gallring, under förutsättning att inga nya brott begås.

## Åtalsunderlåtelse och förundersökningsbegränsning
Det finns undantag från åklagarens så kallade åtalsplikt. I vissa fall kan åklagaren fatta beslut om åtalsunderlåtelse eller förundersökningsbegränsning. Det innebär dock inte att den som begått brott slipper straff. Förundersökningsbegränsning innebär att man begränsar en brottsutredning till att enbart omfatta de mest väsentliga delarna eller att vissa brott inte alls utreds.

## Granskning av åtalsunderlåtelse
Åtalsunderlåtelse kan prövas av andra instanser, bland annat som ett skydd för samhället mot missbruk av åklagarmakten eller utpressning av åklagaren. I engelsk rätt har det historiskt skett genom åtalsjury (engelska: grand jury). I Japan finns sedan 1940-talet ett åtalsgranskande kommissionsväsen med liknande funktion.